# Il club dei padri estinti
Il club dei padri estinti (The Dead Fathers Club 2006), è un romanzo di formazione di genere fantasy dello scrittore inglese Matt Haig.
La storia dai risvolti gialli, è la rivisitazione del dramma shakesperiano di Amleto ambientato però nell'Inghilterra contemporanea. Il protagonista è un adolescente spinto dal fantasma del padre a vendicare il suo assassinio avvenuto per mano dello zio.
È prevista una trasposizione cinematografica del romanzo, per la regia di Tristram Shapeero.

## Trama
L'undicenne Philip scopre che la morte del padre in un incidente d'auto non è stata accidentale; a rivelargli questa tremenda notizia è lo stesso defunto padre che gli appare come spettro. Il fantasma chiede al figlio di vendicare la sua morte uccidendo lo zio Alan, comproprietario di un'officina, che ne avrebbe volutamente sabotato l'auto. La vendetta deve avvenire prima del suo prossimo compleanno poiché questo sarebbe l'unico modo per dare pace allo spirito, altrimenti sottoposto a indicibili tormenti nel Regno del terrore. A conferma della storia raccontrata dal fantasma ci sarebbe il comportamento dello zio Alan, trasferitosi a casa del fratello morto, che mostra forte interesse nei confronti della bella vedova e non nasconde di voler rilevare la conduzione del Pub di famiglia.
Il fantasma ossessiona il ragazzo che è costretto a barcamenarsi tra gli assilli dello spettro, gli atti di bullismo dei compagni di scuola, il fidanzamento con Leha, una ragazza di poco più grande e l'odio nei confronti dello zio, già subentrato al defunto padre nelle grazie della madre con cui si è fidanzato ufficialmente e con la quale convive. Il padre di Philip vorrebbe che il figlio uccidesse lo zio prima delle imminenti nozze con la sua vedova.
Il fantasma convince il figlio a lasciare la ragazza affinché la relazione non lo distragga dai propositi di vendetta e ad appiccare il fuoco all'officina di Alan pensando che l'uomo fosse dentro. Invece dello zio, invece, nell'officina muore bruciato uno dei soci, il padre di Leha. Philip scopre nel frattempo alcune falle nella versione del padre in particolare, al contrario di quanto affermato, viene a sapere che non tutti i fantasmi sono vittime di omicidi e che gli spiriti non devono necessariamente avere vendetta per potrer riposare in pace. Straziato dai sensi di colpa, Philip è convinto di essere stato probabilmente strumentalizzato dal padre e abbandona i propositi di vendetta, riconsiderando il ruolo dello zio nella morte del genitore.
Nel frattempo Leha, sconvolta dal lutto, scappa di casa. Philip la ritrova grazie all'aiuto sovrannaturale di un altro spettro, proprio mentre la ragazza sta gettandosi in un fiume con l'intento di suicidarsi. Philip si tuffa per salvarla e sta per morire affogato quando viene ripescato dallo zio Alan che, senza esitazioni si getta in acqua nuovamente per aiutare anche Leha. I due ragazzi si salvano ma lo zio viene ricoverato in ospedale in gravi condizioni. È questo evento a riconciliare Philip con lo zio e farlo decidere ad abbandonare lo spirito del padre al suo destino, qualunque esso sia, nella speranza che Alan si riprenda.

## Protagonisti
Philip NobleUndicenne immaturo, iper-sensibile, spaventato, spesso preda di attacchi di panico, vittima designata dei bulli e alle prese con i primi innamoramenti. Dopo la morte del padre si accorge che lo zio ha delle mire nei confronti della madre e del pub di famiglia. Il fantasma del padre gli appare rivelandogli che l'incidente d'auto nel quale ha trovato la morte è stato premeditato dallo zio e reclama vendetta.
Zio Alan Peter NobleProprietario di un'officina, da sempre innamorato della cognata, la madre di Philip. Approfitta della scomparsa del fratello per insediarsi a casa di questi e per fidanzarsi con la neo-vedova. Il fantasma del padre di Philip sostiene di essere stato ucciso proprio dallo zio Alan.
Brian NobleIl padre di Philip: appare al figlio come fantasma spingendolo a vendicarlo, sostenendo di essere stato ucciso dallo Zio Alan e di non poter trovare pace in eterno se egli non riuscirà a vendicarlo prima del suo compleanno.
Carole Suzanne NobleLa madre di Philip. In difficoltà economiche dopo essere rimasta improvvisamente vedova, viene aiutata dal fratello del defunto marito, Alan. Con questi si fidanza per poi sposarsi dopo due mesi dal lutto.
Mrs FellUn'insegnante di Philip, molto attaccata al ragazzo, tenta di aiutarlo psicologicamente ad affrontare e superare il difficile periodo successivo alla morte del padre e al fidanzamento della madre con lo zio.
Ray GoodwinIl fantasma del padre di Mrs Fell, morto undici anni prima. lo spettro del padre di Philip sostiene che sia stato vittima di un omicidio, mentre la figlia afferma sia morto per infarto.
Mr FairviewIl socio dello Zio Alan e il padre di Leah, la ragazza di Philip. Dopo la morte della moglie, avvenuta dopo lunga malattia, si è accostato in modo patologico alla religione. Ucciso per errore da Philip, scambiatolo per lo Zio Alan, diventa fantasma e appare al ragazzo minacciandolo.
Leah FairviewFiglia di Mr Fairview, diventa la ragazza di Philip ma viene poi lasciata dal ragazzo su consiglio del fantasma di questi. Dal carattere forte, protegge il fidanzatino dalle angherie dei compagni di scuola. Dopo la morte del padre tenta il suicidio gettandosi nel fiume. Viene salvata da Philip e dallo Zio Alan aiutato dall'amico Terry.
Dane FairviewIl fratello di Leah.
Terry "Occhio stanco"Amico dello Zio Alan, dal carattere violento, sospettato inizialmente da Philip di aver devastato il pub di famiglia, alla fine del romanzo si rivelerà estraneo ai fatti e aiuterà lo zio a salvare il ragazzo e Leah dall'annegamento.
Ross e GaryDue buffi amici di Philip, descritti con chiaro richiamo ai personaggi di Rosencrantz e Guildenstern dell'Amleto.

## Analisi
La storia è ispirata all'Amleto di Shakespeare, così come lo sono i personaggi descritti. L'autore dichiara in un'intervista di non aver voluto, inizialmente, riscrivere la storia dell'Amleto in chiave moderna; tuttavia, man mano che l'opera progrediva, è stato profondamente ispirato dalla famosa tragedia tanto da ricalcarne la trama in molte parti, ma discostandosi da essa per quanto attiene all'epilogo della storia.
La vicenda è narrata direttamente dalla voce del protagonista, un ragazzo di undici anni; lo scrittore utilizza molti artifizi, anche grafici, per rappresentare nel racconto il punto di vista dal ragazzo. Viene fatto, ad esempio, largo uso di maiuscole: così la madre diventa Mamma, lo spettro del padre il Fantasma di mio Padre, la faccia dopo una vicenda imbarazzante diventa BOLLENTE e l'augurio che Philip rivolge allo zio è SALTA IN ARIA SALTA IN ARIA. Analogamente l'autore utilizza caratteri tipografici in corpo maggiore per evidenziare dei passaggi cruciali e in corpo più piccolo, per riportare i bisbigli dei compagni di classe o i sussurri del fantasma.
Alcune vicende, agli occhi adulti probabilmente risibili, sono narrate dal ragazzo con pathos: l'essere scelto per ultimo come membro di una squadra di rugby, ad esempio, costituisce vergogna estrema e quindi situazione da evitare a tutti i costi.

## Edizioni
- (EN) Matt Haig, The Dead Fathers Club, Random House, 2006.

- Matt Haig, Il club dei padri estinti, traduzione di Paola Novarese, Stile libero Big, Einaudi, 2008,  p. 330, ISBN 978-88-06-19082-8.